# 385-я гвардейская артиллерийская бригада
385-я гвардейская артиллерийская Одесская Краснознамённая, ордена Богдана Хмельницкого бригада (сокр. 385 абр, в/ч 32755) — тактическое формирование Сухопутных войск СССР и Сухопутных войск Российской Федерации. Бригада дислоцируется в с. Тоцкое, Оренбургской области.
Соединение находится в составе 2-й гвардейской общевойсковой армии Центрального военного округа.

## История
Бригада создана как 44-я гвардейская пушечная артиллерийская бригада 24 мая 1944 года на базе 110-го гвардейского пушечного артиллерийского Одесского полка Резерва Верховного Главнокомандования, 1162-го пушечного артиллерийского Одесского полка Резерва Верховного Главнокомандования и 839-го отдельного разведывательного артиллерийского Одесского
дивизиона.
В соответствии с законом Верховного Совета СССР от 15 января 1960 г. «О новом значительном сокращении Вооруженных Сил СССР», Директивой ГК СВ №ОШ/1/346265 от 17 февраля 1961 г. 44-я гвардейская пушечная артиллерийская бригада переформирована в 98-й гвардейский армейский артиллерийский полк (войсковая часть полевая почта 11526) 3-й общевойсковой армии. В этом же году полк передислоцирован из Альтенграбова в Вердер/Хафель/.
Боевой состав полка:
С 1961 года по штату 8/110 ;
- батарея управления;
- разведывательный артиллерийский дивизион;
- 1-й артиллерийский дивизион 130 мм пушек М-46;
- 2-й артиллерийский дивизион 130 мм пушек М-46;
- 3-й артиллерийский дивизион 152 мм пушек-гаубиц МЛ-20.

Все артиллерийские дивизионы содержали по две 6-и орудийные батареи.
- полковая школа;
- ремонтная рота;
- автотранспортная рота;
- полковой медицинский пункт;

С 1962 года по штату 8/161. В 1963 году в соответствии с Директивой ГК СВ № ОШ/1/284797 от 28 апреля 1963 года и Директивой ГК ГСВГ
№ 18/1/00840 от 17 мая 1963 года из штата полка исключен разведывательный артиллерийский дивизион, а введена батарея артиллерийской разведки.
В 1974 году в Вердер/Хафель/ из Магдебурга передислоцируется 575-й отдельный разведывательный артиллерийский Калинковичский Краснознамённый орденов Богдана Хмельницкого III степени и Александра Невского дивизион (войсковая часть полевая почта 25517).
С 1 декабря 1974 года в состав полка вновь вводится разведывательный артиллерийский дивизион. На укомплектование радн полка обращен личный состав и техника расформированного 575 орадн 3-й общевойсковой армии, полк переходит на штат 8/400:
- батарея управления (бу);
- разведывательный артиллерийский дивизион (радн);
- 1-й артиллерийский дивизион 130 мм пушек М-46;
- 2-й артиллерийский дивизион 130 мм пушек М-46;
- 3-й артиллерийский дивизион 152 мм пушек-гаубиц Д-20;

Все артиллерийские дивизионы содержали по три 6-и орудийные батареи.
- ремонтная рота (рр);
- автотранспортная рота (атр);
- полковой медицинский пункт.

В 1980 году полк перешёл на штат предусматривающий 8-и орудийные батареи в каждом адн. Всего в полку стало 48 130-мм пушек М-46 и 24 пушки-гаубицы Д-20.
25 августа 1981 года полк переформирован в 385-ю гвардейскую артиллерийскую бригаду, которая находилась в составе 3-й общевойсковой армии до конца существования Западной группы войск.
385-я гвардейская артиллерийская бригада на момент расформирования Западной группы войск находилась в составе 3-й общевойсковой армии в п. Планкен возле г. Хальденслебен на территории Германской Демократической Республики. Вооружение бригады на конец 1980-х гг. составляли 72 ед. 2С5 «Гиацинт-С», 5 ед. ПРП-3, 1 ед. Р-145БМ, 2 ед. БТР-60. В 1981 году на момент переформирования из полка в бригаду на вооружении соединения находились пушки М-46 и гаубицы Д-20.
В 1999 году бригада была передислоцирована из посёлка Тоцкое на территорию Пермского края, с 2001 по 2012 год бригада размещалась в ЗАТО Звёздный.
Вооружение 385-й гвардейской артиллерийской бригады на 2007 год: 65 — 152-мм САУ 2С5 «Гиацинт-С»; 72 — 152-мм пушек 2А36 «Гиацинт-Б»; 5 — ПРП-3 «Вал»; 4 — ПРП-4 «Нард».

## Описание
Тренировки бригады проходят на Тоцком полигоне в Оренбургской области.

## Награды и почётные наименования
| Награда (наименование)                | Дата награждения                                                               | За что получена |
| ------------------------------------- | ------------------------------------------------------------------------------ | --- |
| Почётное звание «Гвардейская»         | присвоено приказом Народного комиссара обороны СССР № 102 от 1 марта 1943 года | За проявленную отвагу в боях за Отечество с немецкими захватчиками, за стойкость, мужество, дисциплину и организованность, за героизм личного состава (унаследовано от 110-го гвардейского армейского пушечного артиллерийского полка) |
| Почётное наименование «Одесская»      | присвоено приказом Верховного главнокомандующего № 099 от 19 апреля 1944 года  | За отличия в боях с немецкими захватчиками за освобождение города Одесса (унаследовано от 110-го гвардейского армейского пушечного артиллерийского полка)                                                                              |
| Орден Красного Знамени                | награждена указом Президиума Верховного Совета СССР от 19 февраля 1945 года    | За образцовое выполнение заданий командования в боях с немецкими захватчиками, за овладение городами Сохачев, Скерневице, Лович и проявленные при этом доблесть и мужество                                                             |
| Орден Богдана Хмельницкого II степени | награждена указом Президиума Верховного Совета СССР от 28 мая 1945 года        | За образцовое выполнение заданий командования в боях при прорыве обороны немцев и наступлении на Берлин а проявленные при этом доблесть и мужество                                                                                     |